# Northrop XFT
Pour les articles homonymes, voir XFT.
 (juin 2021).
Le Northrop XFT est un prototype d'avion de chasse embarqué construit aux États-Unis dans les années 1930 pour les besoins de la marine américaine.

## Développement

### Conception
En janvier 1933 l'US Navy lança un programme d'avion de chasse embarqué monoplan de nouvelle génération. Celui-ci ne prévoyait pas le remplacement d'un avion alors en service opérationnel. Dès le mois de mars de la même année deux avionneurs soumirent des avant-projets : Boeing et Northrop. Un prototype de chacun fut officiellement commandé le mois suivant. Ils furent respectivement désignés XF7B et XFT.
Le XFT dans la nomenclature de la marine américaine. Les ingénieurs américains prirent modèle sur l'avion de ligne Delta, notamment en ce qui concernait l'aile et le train d'atterrissage. D'autres éléments étaient empruntés au Gamma. Le prototype fut assemblé rapidement, puisque les premiers essais en soufflerie débutèrent dès juillet 1933. Ils eurent lieu au Centre de recherche Langley alors placé sous l'autorité du National Advisory Committee for Aeronautics.

### Essais

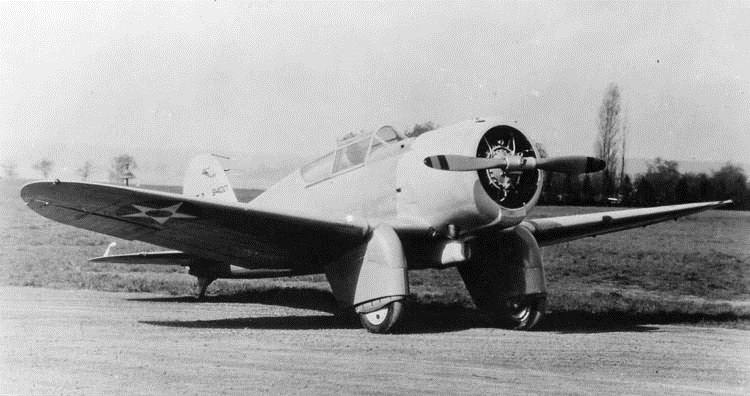
Northrop XFT-2

Les essais en vols débutèrent en janvier 1934 avec le premier vol du XFT intervenu le 16 de ce mois. Ils démontrèrent de bonnes qualités en matière de vitesse mais de graves défauts au niveau de la manœuvrabilité. Au printemps 1934 les équipes de l'US Navy préconisèrent alors un changement de motorisation au profit d'un Pratt & Whitney R-1535-6 d'une puissance de 830 chevaux.
Ainsi modifié l'avion devint le XFT-2 tandis que la version d'origine prenait la désignation de XFT-1. En avril 1936 il fut convoyé par la route jusqu'à la base aéronavale d'Anacostia pour y reprendre ses essais en vol. Cependant les premiers essais statiques furent si mauvais que la marine américaine stoppa nette toute campagne d'essais sur l'avion. Il fut renvoyé aux usines Northrop démonté à bord de trois camions.
L'appareil fut détruit le 21 juillet 1936 lors d'un crash dans la région des monts Allegheny alors qu'il participait au développement du chasseur terrestre XP-948. Son pilote fut tué.
Son dessin est utilisé pour le développement du Vought V-141.

## Utilisateurs
- États-Unis
  - US Navy : pour essais seulement.
  - Northrop : pour essais et soutien aux essais du Northrop XP-948.

## Aspects techniques

### Description
Le Northrop XFT se présente sous la forme d'un monoplan à aile basse cantilever construit en bois et métal. Il disposait d'un train d'atterrissage classique fixe à jambes carénées. Son moteur en étoile Wright R-1510-26 Whirlwind puis Pratt & Whitney R-1535-6 entraînait à chaque fois une hélice bipale en métal. Son armement interne consistait en deux mitrailleuses tandis que deux bombes légères de 55 kg chacune pouvaient être emportées sous les ailes.
Le cockpit était monoplace et largement vitré.

### Versions
- Northrop XFT ou XFT-1 : Désignation de la version d'origine, construite autour d'un moteur Wright R-1510-26 Whirlwind.
- Northrop XFT-2 : Désignation de la version améliorée, construite autour d'un moteur Pratt & Whitney R-1535-6.